# Ferdinand Hahnzog
Ferdinand Hahnzog, född 19 mars 1897 i Hanau, död 28 januari 1969 i Dörnigheim, var en tysk överstelöjtnant i Gendarmeriet. Under andra världskriget var han kommendör för Gendarmeriet i distriktet Lublin i Generalguvernementet.
Efter andra världskriget var Hahnzog anställd vid polisen i Arnsberg.